# 新实在主义
新实在主义或新实在论（英語：New Realism）是20世纪早期形而上学和认知论的一场运动，该运动反对主导英国和美国大学的理念主义。早期领导人包括威廉·詹姆斯、伯特兰·罗素和乔治·爱德华·摩尔，他们通过“实在主义”一词对“理念主义”表示反对。1910年，威廉·佩珀雷尔·蒙塔古、拉尔夫·巴顿·佩里和其他人签署了一篇题为《六个实在主义者的计划和首个纲领》并于1912年出版了合作编写的《新实在主义》一书，阐述了相关理念。

## 相关阅读
- Holt, Edwin B; Marvin, Walter T; Montague, William P; Perry, Ralph B; Pitkin, Walter B; Spaulding, Edward G. The New Realism: Cooperative Studies in Philosophy, (1912). New York: The Macmillan Company;
- Charles, E. P. A New Look at New Realism: The Psychology and Philosophy of E.B. Holt （页面存档备份，存于）, (2011). New Brunswick: Transaction Publishers